# Dekanat Złotoryja
Dekanat Złotoryja – jeden z 28 dekanatów w rzymskokatolickiej diecezji legnickiej.

## Parafie
W skład dekanatu wchodzi 14 parafii:
- Parafia Objawienia Pańskiego – Brennik
- Parafia Matki Bożej Anielskiej – Nowa Wieś Grodziska
- Parafia Matki Bożej Różańcowej - Nowy Kościół
- Parafia Najświętszego Serca Pana Jezusa – Olszanica
- Parafia św. Jana Nepomucena – Pielgrzymka
- Parafia św. Jadwigi – Prusice
- Parafia św. Jadwigi Śląskiej - Sokołowiec
- Parafia Wniebowzięcia Najświętszej Maryi Panny - Świerzawa
- Parafia Świętych Apostołów Piotra i Pawła - Twardocice
- Parafia Niepokalanego Poczęcia Najświętszej Maryi Panny – Wilków
- Parafia Matki Bożej Nieustającej Pomocy i Chrystusa Króla – Zagrodno
- Parafia Narodzenia Najświętszej Maryi Panny – Złotoryja
- Parafia św. Jadwigi – Złotoryja
- Parafia św. Józefa Robotnika – Złotoryja